# Željko Smolek
Željko Smolek (Zagreb, 1953. – Zagreb, 5. rujna 2016.), hrvatski nogometaš, vezni igrač, prototip modernog krilnog igrača Brat sutkinje Ljiljane Hvalec, koju je u rujnu 1999. u sobi 121 Palače pravde ubio pomahnitali pištoljaš.

## Životopis
Rođen je u Zagrebu. Karakterizirala ga je profinjenost, nezadrživi dribling, odličan centaršut i bio je vrlo brz tehničar. Igrao na lijevom krilu. Poznat po prodornosti nadirući prema protivničkim vratima. Prije slavna Maradonina predriblavanje engleske reprezentacije, Smolek je u Kruševcu nanizao sedmoricu Napretkovih igrača, zatim i vratara te ušetao u mrežu. Već u svoje vrijeme stekao je opravdani status legende i mjesto osam vrhunskih najznačajnijih  "jedanaestica" u Jugoslaviji. Objedinjavao je igračke vrline Josipa Skoblara, Dragana Džajića i Krasnodara Rore.
Nogometne prve korake napravio je u Kemičaru u kojem je od 1967. do 1969. godine. Prešao je u NK Zagreb za koji je igrao sve do 1984. godine, ukupno 670 utakmica. Član slavne generacije NK Zagreba koja je bila dionik hrvatskog rekorda postavljenog 19. srpnja 1973. u Maksimiru. To je bila nogometna utakmica odigrana u Hrvatskoj, s najviše posjetitelja ikad. Na stadionu ju je gledalo više od 64.128 posjetitelja s ulaznicom i još barem 5.000 bez ulaznice. Igrali su Zagreb i Osijek kvalifikacijsku utakmica za odlazak u Prvu ligu. Završila je neriješeno 2:2, a pobjednika su odlučili jedanesterci. Pobijedio je Zagreb u sastavu: Horvat, Gašparini, Tucak, Antolić, Ivanišević, Lipovac, Markulin, Čopor, Močibob, Rukljač, Smolek, Božo Bakota i Hajrudin Hušidić.
Poslije igračke karijere u nogometu je ostao kao trener u Zagrebu i kao nogometni dužnosnik, športski direktor, šef škole, djelatnik raznih zaduženja, sve do umirovljenja.
Umro je u 64. od alergijske reakcije na ubod ose. Dok je boravio u obiteljskoj vikendici na Pagu, osa ga je ubola u usnu, a Smolek unatoč supruzinom nagovaranju nije otišao odmah liječniku. Već nakon 20 minuta bio je u besvjesnom stanju, a nakon cjelonoćne borbe, liječnici ga nisu uspjeli spasiti.